# Maracajá
Maracajá is een gemeente in de Braziliaanse deelstaat Santa Catarina. De gemeente telt 6.185 inwoners (schatting 2009).

## Aangrenzende gemeenten
De gemeente grenst aan Araranguá, Criciúma, Forquilhinha en Meleiro.

## Verkeer en vervoer
De plaats ligt aan de noord-zuidlopende weg BR-101 tussen Touros en São José do Norte. Daarnaast ligt ze aan de weg SC-446.